# Olivier Caisso
Pas d'image ? Cliquez ici

a Compétitions nationales et continentales officielles uniquement.

Dernière mise à jour le 3 octobre 2011.
Olivier Caisso (dit « la caisse » ou « la sardine »), né le 17 décembre 1985 à Pertuis (Vaucluse), est un joueur de rugby à XV français qui évolue au poste de deuxième ligne (1,98 m pour 119 kg).

## Carrière
- 2001-2002 : RC pertuisien
- 2002-2003 : Bugey olympic club Belley
- 2003-2005 : FC Grenoble
- 2005-2007 : RC Toulon
- 2007-2009 : FC Auch
- 2009-2011 : US Colomiers
- 2011-2015 : CA Brive
- 2015-2018 : US Montauban
- 2018-2019 : US Bergerac

## Palmarès

### En club
- Champion de France Universitaire : 2006 (Université de Toulon)
- Demi-finaliste du Championnat de France Espoirs : 2006 avec le RC Toulon.

### En équipe nationale
- Équipe de France - de 21 ans
- Équipe de France Universitaire